# Мога, Эдуардо
Эдуа́рдо Мо́га (исп. Eduardo Moga, 14 сентября 1962, Барселона) — испанский поэт, переводчик, литературный критик.

## Биография
Закончил Барселонский университет по специальностям право и испанская филология. Составитель антологий современной испанской и латиноамериканской поэзии. Переводчик с английского, французского, каталанского (Рамон Льюль, Эварист Парни, Артюр Рембо, Уильям Фолкнер, Карл Сэндберг, Чарлз Буковски, Фрэнк О’Хара), а также японской лирики.

## Книги

### Стихи
- Ángel Mortal (1994)
- La luz oída (1996, премия Адонаис)
- El barro en la mirada (1998)
- El corazón, la nada (1999)
- Unánime fuego (1999)
- La montaña hendida (2002)
- Las horas y los labios (2003)
- Soliloquio para dos (2006, в соавторстве с Хосе Норьегой)
- Haikus del tren (2007)
- Cuerpo sin mí (2007)
- Seis sextinas soeces (2008)
- Bajo la piel, los días (2010)

### Эссе
- De asuntos literarios (2004)
- Lecturas nómadas (2007)